# Julian Richings
Julian M. Richings (ur. 30 sierpnia 1956, Oksford) – kanadyjski aktor teatralny i filmowy.  

## Życiorys
Urodzony w Wielkiej Brytanii, studiował aktorstwo na University of Exeter. W 1984 przeniósł się do Toronto w Kanadzie. Wystąpił w ponad 50 filmach i 20 serialach telewizyjnych, gra w teatrze. Żonaty, dwoje dzieci. W 2002 był nominowany do nagrody Genie, w 2009 do Chlotrudis Award, a w 2013 w kategorii najlepszy aktor na Hamilton Film Festival. W 2014 zdobył nagrodę dla najlepszego aktora za film Ejecta na Blood in the Snow Canadian Film Festival. 

## Filmografia

### Filmy
- 1995 – Księżyc i Valentino – stylista
- 1997 – Cube – Alderson
- 1998 – Ulice strachu – Claude
- 1998 – Uniwersalny żołnierz II: Towarzysze broni – Bix
- 2000 – Królowie życia – Francis Bellanger
- 2003 – Moje życie beze mnie – dr Thompson
- 2003 – Bezprawie – Wylie
- 2003 – Droga bez powrotu – Trzypalcy
- 2006 – X-Men: Ostatni bastion – organizator teatru mutantów
- 2007 – Ostatnia sekta – Karpov
- 2007 – Roxy Hunter i duch – pan Tibers
- 2007 – Piła IV – włóczęga
- 2008 – Roxy Hunter i straszny Halloween – pan Tibers
- 2008 – The Facts in the Case of Mister Hollow – klęczący
- 2009 – Roxy Hunter i mityczna syrenka – pan Tibers
- 2010 – Percy Jackson i bogowie olimpijscy: Złodziej pioruna – Przewoźnik
- 2013 – Człowiek ze stali – Lor-Em
- 2014 – Ejecta – William Cassidy

### Seriale
- Wojna światów – Ardix / Naukowiec obcych / Mężczyzna z czapką
- RoboCop – Doktor Proctor
- Szpital „Królestwo” – Otto
- Patriot – Peter Icabod
- Nie z tego świata – Śmierć